# Pantecphylus sudanensis
Pantecphylus sudanensis är en insektsart som beskrevs av Schmidt, G.H. 2006. Pantecphylus sudanensis ingår i släktet Pantecphylus och familjen vårtbitare. Inga underarter finns listade i Catalogue of Life.